# Wilhelm Christophersen
Wilhelm Christopher Christophersen, född 15 december 1832 och död 26 juli 1913, var en norsk diplomat.
Christophersen var konsul i Barcelona 1864–1867, i Buenos Aires 1867–1878, från 1870 som generalkonsul. Han var därefter generalkonsul i Leith 1878–1882 och Antwerpen 1882–1908. Vid sidan därom hade Christophersen flera ministriella förordnanden och var bland annat ordförande i den norska konsulatkommittén 1891 samt medlem av den unionella konsulatskommittén 1902. 1908–1910 var han utrikesminister i Gunnar Knudsens första ministär.